# Papa Khalilou Fall
Pour les articles homonymes, voir Fall.
Le Général de corps d'armée Papa Khalilou Fall, né le 27 octobre 1947 à Saint-Louis,  est un officier général sénégalais ayant exercé les fonctions de:
Inspecteur General des Forces Armées, sous l'autorité directe du Président de la République;
Chef d'état-major général des armées de la République du Sénégal ;
et de Commandant des forces de l'Opération des Nations unies en Côte d'Ivoire (ONUCI).

## Formation
Il intègre en 1969 l'École spéciale militaire de Saint-Cyr.
De 1969 à 1971, il est élève-officier appartenant à la promotion "No 156 Général Gilles". Il est titulaire d'une Licence en Sciences politiques.
Est titulaire d'un diplôme d'interprétariat en langue anglaise
Il assiste au cours de l'US Army Command and Staff College. Ft Leavenworth. Kansas : Promotion 1981 où il obtient un Master en Sciences et Art militaires.
Il est auditeur de l'Institut des Hautes Études de Défense Nationale. Paris : Juin 1989
De Juin 1989 - juin 1991, il est au Collège interarmes de Défense, (École Supérieure de Guerre française Paris)
A suivi de nombreux cours en sciences politiques à l’École de guerre. Paris : Promotion 1991 
Il est titulaire d'un Diplôme en Stratégie et Sécurité.

## Carrière
De juillet 1974 à mars 1975, il est Commandant d’Unité, Bataillon des Commandos (FUNU, Sinaï, Égypte) : Forces d’Urgence des Nations-Unies, Sinaï. Commande une unité d’élite
De septembre 1981 à septembre 1984, il est Chef de division, Plans et Opérations (Ministère des Forces Armées).
D'octobre 1984 à juin 1989, il est adjoint à l’Attache de défense (Ambassade du Sénégal à Washington, USA).
De juin 1991 à juin 1993, il est Chef de Corps du Bataillon des Commandos. C'est sa première expérience de chef de corps en dehors de Dakar.
De juillet 1993 à mars 1994, il est Directeur de la Documentation et de la Sécurité Extérieure (Sénégal) (Ministère des Forces Armées). Il est remplacé à ce poste par Babacar Gaye.
De juillet 1993 à avril 2000, il est Directeur adjoint du Centre national de coordination et des activités du renseignement (CENCAR) à la primature.  
De mai 2000 à septembre 2001, il est Secrétaire général ANAD (Accord de Non-Agression et d’Assistance Mutuelle). Abidjan, Côte d’Ivoire.
De septembre 2001 à juin 2002, il est responsable des Projets spéciaux au Ministère des Forces Armées.
En juin 2002, il est Inspecteur général des Forces Armées du Sénégal.
Il est ensuite Commandant de la Force multinationale en Côte d’lvoire sous mandats de la CEDEAO et de l’ONU (résolution 1484) : sert comme représentant militaire au sein de la Commission de suivi. 
En janvier 2003, Commandant de la Force, mission de la CEDEAO en Côte d’lvoire.
En 2003,le Général Papa Khalilou Fall devient Chef d'État Major Général des forces armées sénégalaises.
En 2006, quelques mois avant sa retraite, le Général Fall est nommé ambassadeur du Sénégal en République populaire de Chine.  
Depuis sa prise de fonction d'ambassadeur, le général Fall a mis en place la représentation diplomatique et a obtenu plusieurs accords facilitant les échanges ainsi que des aides. 

## Décorations
Le Général Fall est titulaire de plusieurs décorations nationales et étrangères.
- Commandeur, Ordre national du Lion du Sénégal
- Grand Officier, Ordre national du Lion Sénégal
- Commandeur Légion d’honneur (France)
- Médaille Nations unies, Force d’Urgence des Nations unies, Sinaï
- Commandeur Ordre National (Côte d’Ivoire)
- Ordre du Grand Officier (Maroc)
- Médaille de la CEDEAO, Force de la CEDEAO au Liberia
- Médaille de la CEDEAO, Force de la CEDEAO en Côte d’Ivoire
- Croix de la valeur militaire, 3 étoiles. Sénégal
- Ordre du Mérite. États-Unis d’Amérique
- Ordre du Mérite. France